# Лютеранская церковь — Канада
Лютеранская церковь — Канада (англ. Lutheran Church–Canada, LCC, ЛЦ-К) — протестантская деноминация в Канаде, придерживающаяся конфессионального лютеранства. Вторая по величине лютеранская деноминация после Евангелическо-лютеранской церкви Канады (ЕЛЦК). Вместе с ЕЛЦК и Канадской ассоциацией лютеранских конгрегаций это одна из трех общеканадских лютеранских деноминаций.
Основана в 1988 году из округов Лютеранской церкви — Миссурийского синода, находившихся на территории Канады. На момент создания насчитывала 350 приходов и 83 тысячи верующих. Является участницей Международного лютеранского совета.

## История
Лютеранство в Канаду было принесено первыми поселенцами из Дании в 1619 году и немецким пилигримам 1749 года, прибывшим в Новую Шотландию, которых направил на поселение король Великобритании Георг II. Первая церковь была построена в Галифаксе в 1752 году. С расширением канадских территорий на запад, в конце 1700-х годов появились приходы в Онтарио, в 1800-х — приходы Манитобы, а в начале 1900-х появились приходы Альберты. В течение двух веков лютеранские церкви Канады организовывались под управлением различных американских синодов: в 1958 году Лютеранская церковь - Канада вошла в состав Лютеранской церкви - Миссури Синода, а в 1967 - в состав Евангелическо-лютеранской церкви Канады.
После провозглашения независимости в январе 1988 года ЛЦ-К выделила в своём составе три региона: регион Альберта-Британская Колумбия (офис в Эдмонтоне, провинция Альберта); Центральный регион в Виннипеге, провинция Манитоба; Восточный регион с центром в Китченере, провинция Онтарио.
В настоящее время Лютеранская Церковь — Канада объединяет 58 церквей в Британской Колумбии, 78 в Альберте, 62 в Саскачеване, 20 в Манитобе, 124 в Онтарио, 11 в Квебеке, 1 в Нью Браунсвике, 2 в Новой Шотландии, 1 церковь на острове Принца Эдуарда.
Служения ведутся на английском, немецком, испанском, французском и корейском языках. 
Шестнадцать канадских приходов — один в Монреале, остальные в Онтарио — остаются в составе Синода Миссури.

## Вероучение
Как и другие консервативные лютеранские церкви, Лютеранская церковь - Канада исповедует лютеранское учение, содержащееся в Книге Согласия (например, учение о безошибочности Библии). Церковь практикует закрытое общение, рассматривая общение как интимный акт, которым делятся только христиане, разделяющие доктрины Лютеранской церкви - Канада. В церкви практикуется крещение младенцев. Церковные органы поддерживают связи с некоторыми членами синодов Международного лютеранского совета (например, ЛЦСМ). Во многих приходах ЛЦ-К используется Лютеранская Книга Служения. 
Хотя в ЛЦ-К не допускается женское священство, женщины служат на выборных или приходских должностях по назначению, например в качестве учителей или дьяконов.

## Президенты Лютеранской церкви — Канада
1. Эдвин Леман (1988 — 1996)
2. Ральф Маян (1996 — 2008)
3. Роберт Багби (2008 - 2018)[2]
4. Тимоти Тойшер (2018 - н.в.)[7]